# PyMidas

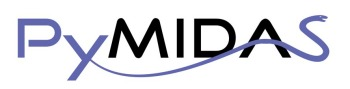

PyMidas — проект ESO (Южная Европейская Обсерватория), реализующий интерфейс из языка программирования Python к библиотекам среды редукции астрономических данных ESO-MIDAS.
PyMidas одна из составляющих проекта Sampo. Этот проект был начат после присоединения Финляндии к странам сотрудникам ESO в июле 2004 г.
Основная цель PyMidas — совместить возможности скриптового языка Python со множеством готовых библиотек для обработки астрономических данных пакета MIDAS, также разрабатываемого ESO. Аналогично, PyRAF является привязкой к Python другого разработанного за многие годы программного пакета IRAF. PyMIdas и PyRAF могут использоваться совместно.